# Julie De Wilde
Julie De Wilde (* 8. Dezember 2002 in Gent) ist eine belgische Radrennfahrerin.

## Sportlicher Werdegang
De Wilde stammt aus Laarne in der Nähe von Gent und war als Jugendliche eine gute Fußballerin, entschied sich aber letztlich für den Radsport. Sie zeichnete sich bereits in der Jugend bei den Provinzialmeisterschaften von Ostflandern aus und gewann als Juniorin belgische Meisterschaften in den drei Disziplinen Straße, Bahn und Querfeldein. Bei den Straßenradsport-Weltmeisterschaften 2019 wurde sie im Sprint Zweite des Straßenrennens der Juniorinnen, konnte sich beim Nachwuchsrennen Watersley Ladies Challenge auszeichnen und gewann 2020 eine Medaille bei den Junioren-Europameisterschaften auf der Bahn.
Nach dem Ende ihrer Juniorenzeit erhielt sie 2021 einen Vertrag bei Ciclismo Mundial (inzwischen: Fenix-Deceuninck) und konzentriert sich seither auf den Straßenradsport. Anfang 2022 erzielte sie mit dem zweiten Platz bei Dwars door Vlaanderen einen Achtungserfolg. Bei der erstmals ausgetragenen Tour de France Femmes 2022 war sie die jüngste Teilnehmerin und trug drei Tage das Weiße Trikot. Auch 2023 fuhr sie die Tour mit. Sie erzielte in den beiden Jahren mehrere Siege bei kleineren Rennen des UCI-Kalenders in Belgien. Ende 2023 wurde sie mit dem Kristallen Fiets als beste belgische U23-Fahrerin der Saison ausgezeichnet.

## Erfolge
| 2019 Belgische Meisterin – Einzelzeitfahren (Junioren) Weltmeisterschaften – Straßenrennen (Junioren) eine Etappe Watersley Ladies Challenge 2022 Kortrijk Koerse Grand Prix de Wallonie 2023 Flanders Diamond Tour 2024 U23-Weltmeisterschaft – Einzelzeitfahren 2025 GP Oetingen | 2019 Belgische Meisterin – Einerverfolgung (Junioren) 2020 Europameisterschaften – Einerverfolgung (Junioren) 2018/2019 Belgische Meisterin (Junioren) 2019/2020 Belgische Meisterin (Junioren) |